# Opsion sinica
Opsion sinica är en tvåvingeart som beskrevs av Wu 2003. Opsion sinica ingår i släktet Opsion och familjen svampmyggor. Inga underarter finns listade i Catalogue of Life.